# 宝塚大劇場

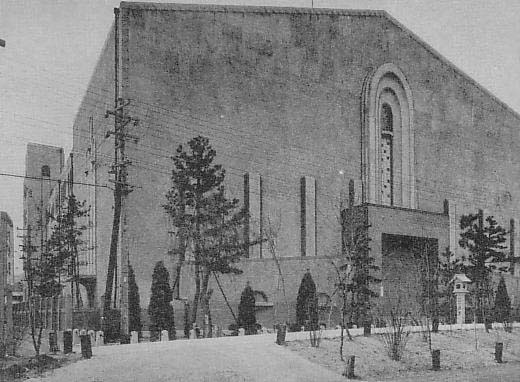
戦前の宝塚大劇場（初代）

宝塚大劇場（たからづかだいげきじょう）は、兵庫県宝塚市栄町にある劇場。宝塚歌劇団の本拠地であり、各組によるミュージカル公演で毎年100万人以上の観客を動員する。そのほか音楽コンサートも定期・不定期に開催。1階席と2階席があり、座席数は2,550。小劇場「宝塚バウホール」（座席数526）を併設する。
劇場の管理と舞台装置などの製作を行っているのは、阪急電鉄系列の株式会社宝塚舞台である。
大劇場を指して、あるいはその周辺地域を含めて「ムラ」とも呼ばれる。

## 宝塚大劇場（初代）
1924年開場。座席数3,500。宝塚歌劇の創設当初に公演を行っていた『パラダイス劇場』（プールを改造したもので火事により焼失）に代わり、1992年まで多くの作品が上演された。
竣工当初は歌舞伎座や南座などの歌舞伎劇場と同じような花道が設置されていたが、『銀橋』の新設に伴い撤去され、銀橋と舞台袖の道に、花道の役割が当てられるようになった。
1927年9月1日に日本で最初のレビュー『モン・パリ～吾が巴里よ!～』を上演して以降、レビュー作品を次々と上演して黄金時代を迎えた。
1935年1月25日に火事に見舞われたが、小林一三の英断によって早急に復興されて、同年4月に再開した。天津乙女、三浦時子、橘薫、小夜福子、葦原邦子、草笛美子、美空暁子、春日野八千代、神代錦、霧立のぼる、轟夕起子等の多くのスターがこの時代を彩った。
しかし、戦局の悪化につれて戦争を意識した作品が多くなり、1944年『勧進帳／翼の決戦』を最後に大劇場は閉鎖、海軍に接収された（宝塚海軍航空隊）。
1945年、日本の敗戦でアメリカ軍に接収されたが、後に返還され、1946年『カルメン／春のをどり（愛の夢）』で再開。春日野八千代、故里明美、乙羽信子、越路吹雪、淡島千景、久慈あさみ、南悠子などのスターが戦争で傷ついた人々の心を癒した。その後1950年代から1960年代にかけては、『虞美人』、『シャンゴ』、『ジャワの踊り子』、『華麗なる千拍子』、『ウエスト・サイド物語』『マイ・フェア・レディ』など数々の代表作を上演し、寿美花代、高千穂ひづる、有馬稲子、明石照子、新珠三千代、八千草薫、淀かほる、浜木綿子、那智わたるなどのスターが活躍する。
1958年4月1日、花組が公演していた『宝塚春のおどり／花の中の子供たち』の上演中に、代役で出演していた月組の香月弘美が死亡するという事故が発生した。
1974年に『ベルサイユのばら』、1977年に『風と共に去りぬ』が上演され、初風諄、榛名由梨、汀夏子、鳳蘭、安奈淳、松あきら、上原まり、瀬戸内美八、順みつきなどのスターが彩りを添える。
1980年代には麻実れい、峰さを理、高汐巴、大地真央、黒木瞳、剣幸などのスターを輩出した大劇場であったが、60年以上の歳月で老朽化。1990年10月から同じ敷地内に新しい設備の整った新大劇場が建設され、1992年11月の杜けあきさよなら公演『忠臣蔵』を最後に68年の幕を閉じた。また、劇団員以外に最年少で旧劇場を踏んだのは、当時小学生のタカラジェンヌ志望の女の子であり、千秋楽に杜けあきに花束を贈呈した際のことである。
宝塚歌劇以外では、ヘルベルト・フォン・カラヤンとNHK交響楽団の演奏会（1954年）やNHKイタリア歌劇団の上演（1956年、1959年）、ヴィレッジ・シンガーズ・ショー（1968年）、越路吹雪リサイタル（1975年）なども行われた。ほか、毎年1月にアマチュアトップコンサートが開催される。

## 宝塚大劇場（2代目）

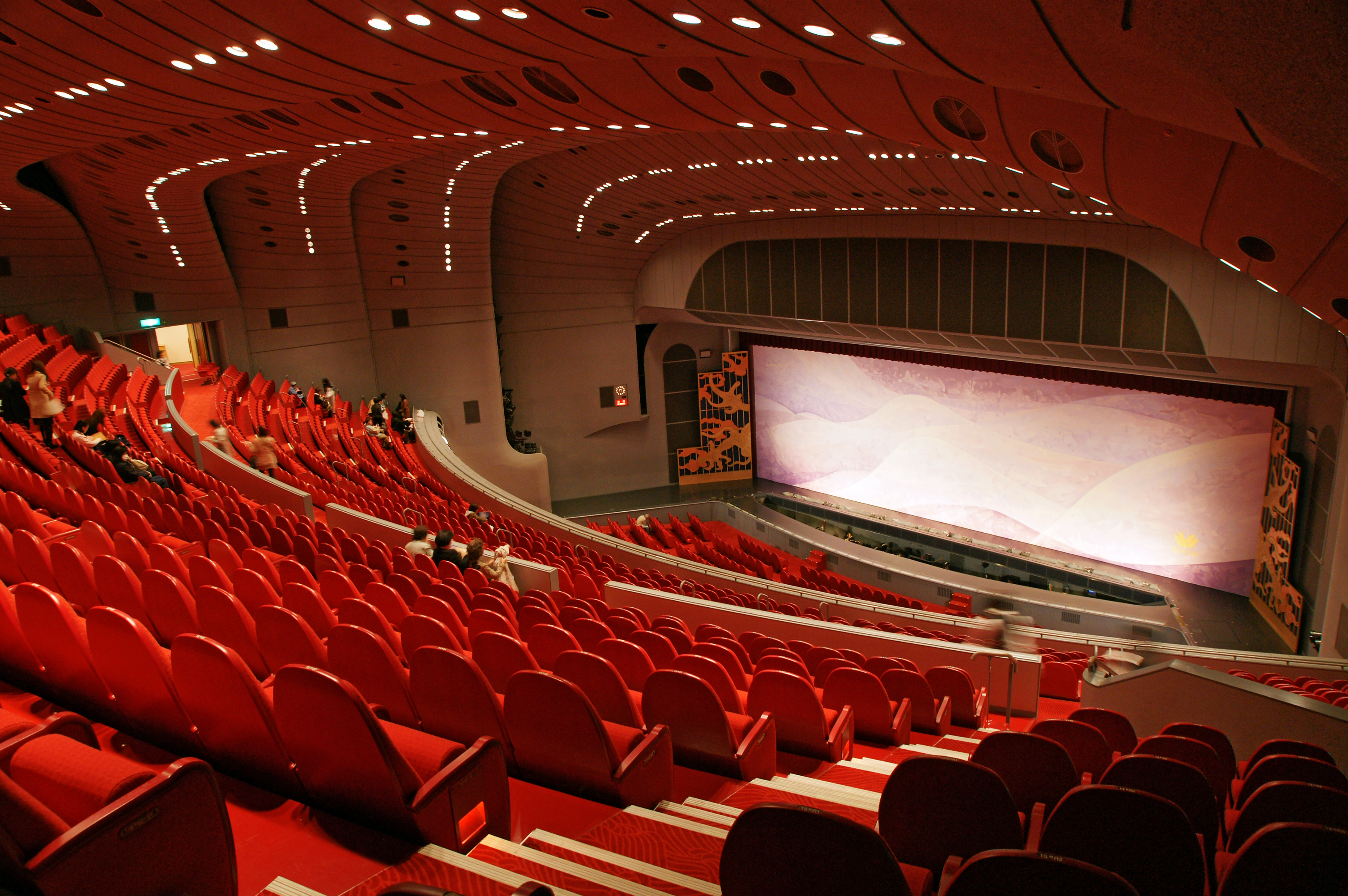
座席

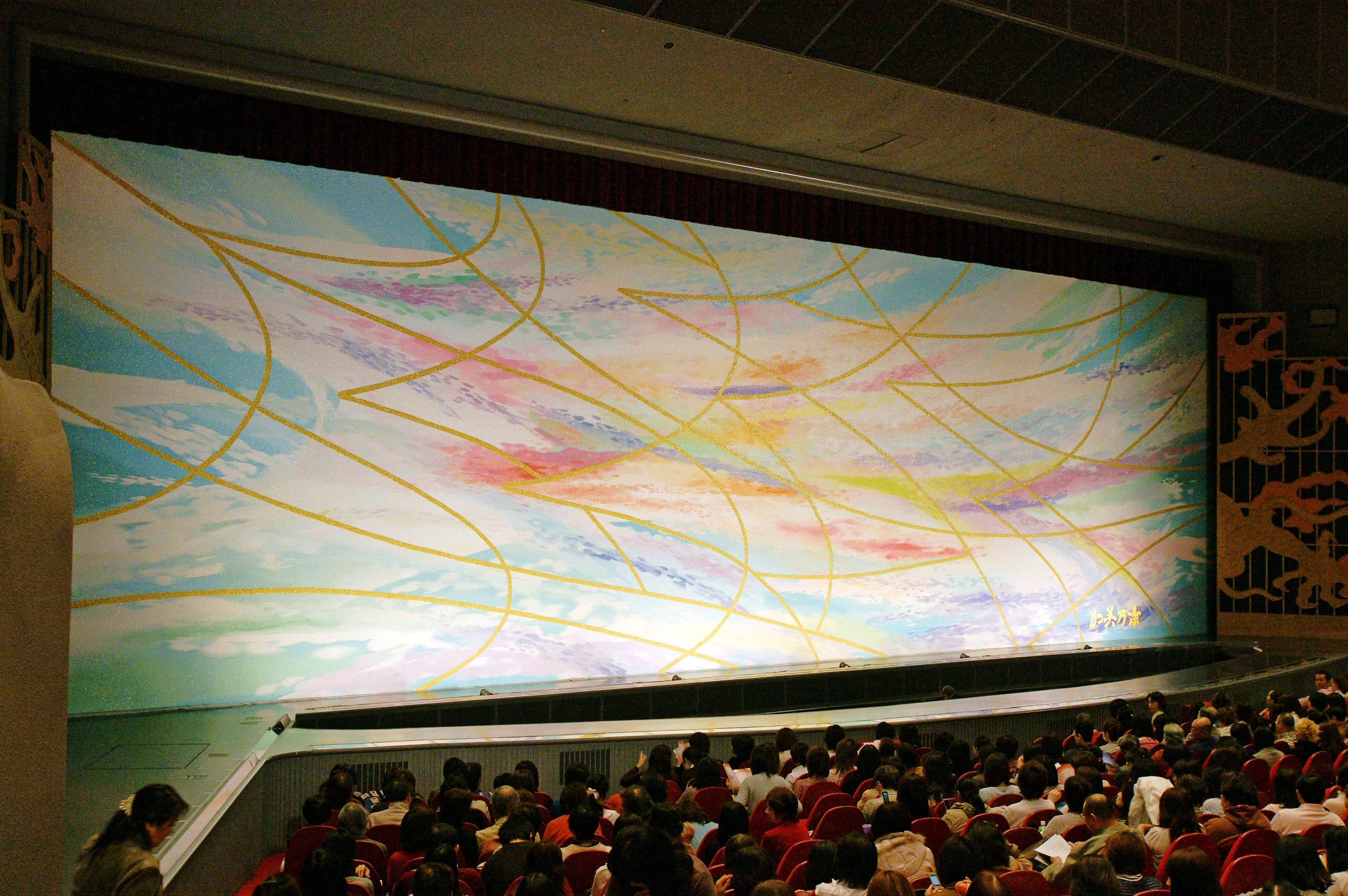
加美乃素が寄贈した宝塚大劇場の緞帳

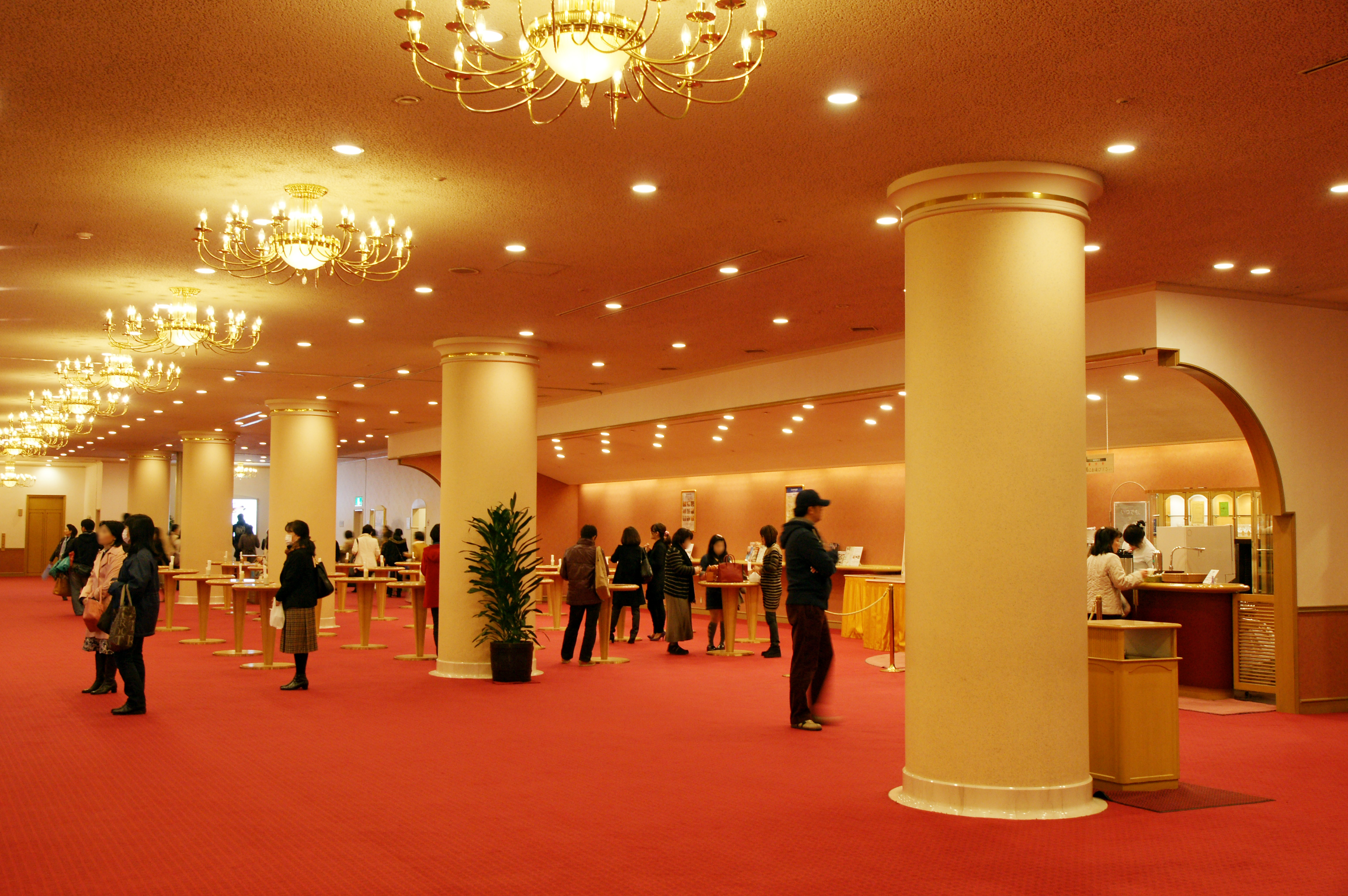
ラウンジ

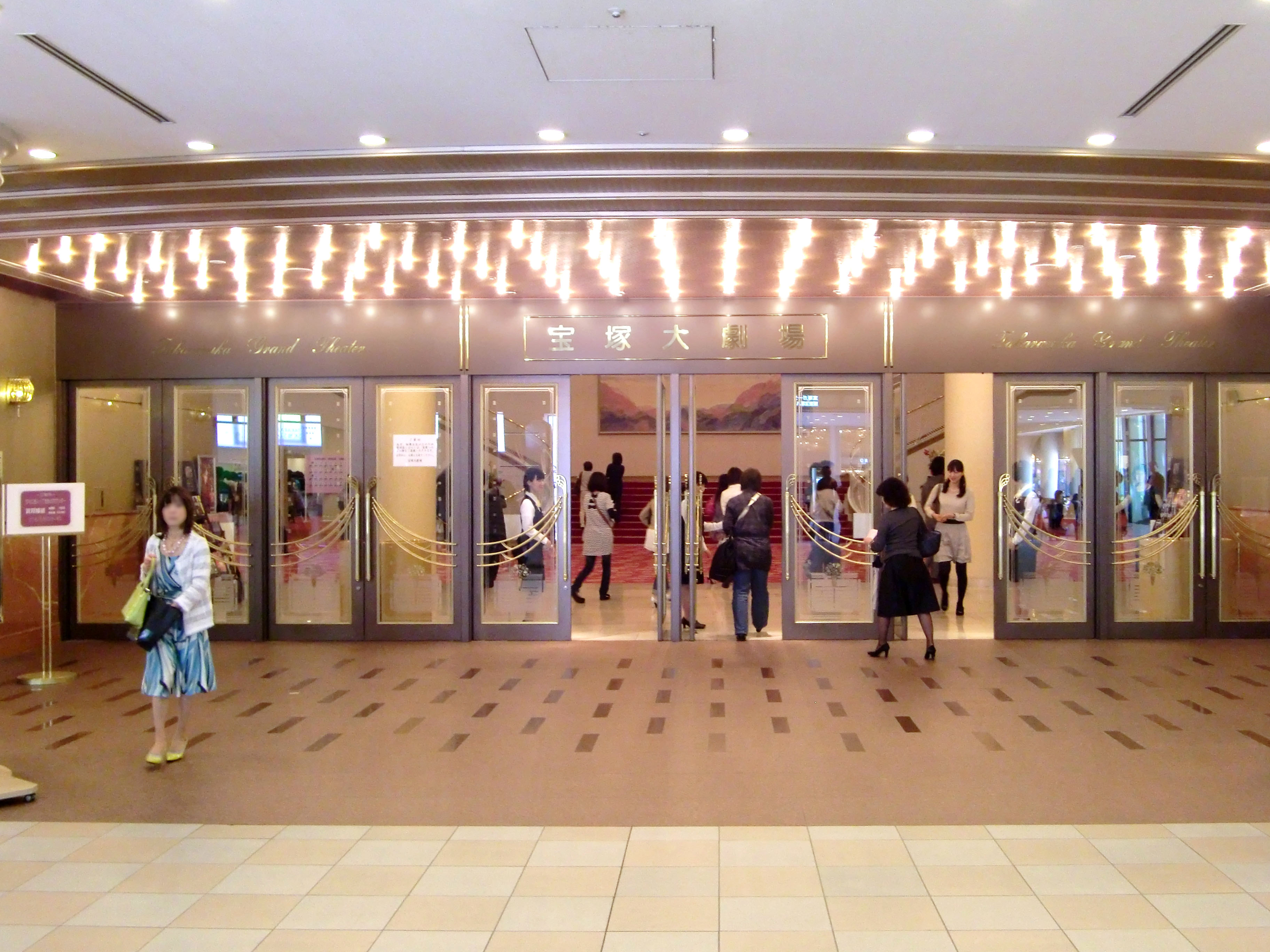
正面入口

1992年9月28日竣工、1993年1月1日開場。座席数2,550。南ヨーロッパ風の外観を持つ。初代と異なる点として、
- 宝塚歌劇団専用の劇場であること
- 吊り装置は2段式とし次回公演のリハーサルもステージ上で可能にしたこと
- 席をちどり配列にすることで、前列の観客が後列の観客の視界の邪魔にならないように配慮されたこと
- 席の後方に上階を支える柱があったが、撤去され観劇しやすい客席になったこと
- 3階席を設けず、座席空間を広く取ったこと[4]
- 照明システムはコンピューター制御を導入し、約1000パターンの演出に対応できるようになったこと

などが挙げられる。
杮（こけら）落とし公演は紫苑ゆう率いる星組の『宝寿頌/Parfum de Paris』。初期には安寿ミラ、一路真輝、天海祐希が活躍。
1995年1月17日の阪神・淡路大震災では、盆を支える柱が折れるなど大きな被害を受ける。安寿ミラの退団公演などが全日程中止に追い込まれるも、3月には復興を果たし『国境のない地図』で再開された。翌1996年、ウィーンミュージカル『エリザベート』が日本初演で大成功を収める。
1998年に宙組が発足し、東京宝塚劇場建て替え工事期間中の仮設劇場TAKARAZUKA1000days劇場の開場時から宝塚、東京共に通年公演が実施され、公演形態にも変化が生じた。
2004年末には銀橋のカーブを緩やかにして1階最前列中央の客席を27席増やす改修工事を実施。2005年から、客席数は2,550席となった。2009年より、1階最前列を0列から1列に改称し、合わせて席のグレードの見直しを行った。
2011年3月30日には、映画「阪急電車 片道15分の奇跡」の試写会が上演された。大劇場で映画イベントが開かれるのは、大劇場創設以来初めてとなる。
2014年4月に宝塚歌劇団が創立100周年を迎えるにあたり、宝塚市は同大劇場周辺の町名を「歌劇町」に変更する方針を掲げていたが、住民からの反発が強く、変更を断念している。
2025年3月12日、約5か月間の大規模改装工事を経てリニューアルオープンした。

## 併設施設
宝塚大劇場の建物の中には、宝塚バウホール以外に下記の施設が併設されている。キャトルレーヴを除くすべての施設は劇場の休演日には定休日となる。
宝塚歌劇の殿堂
「Salon de Takarazuka プチミュージアム」を改修し、2014年4月4日にオープン。
第一会場は「殿堂ゾーン」となっており、宝塚歌劇団の発展に貢献したとして「宝塚歌劇の殿堂」入りとして選出された団員・スタッフの100名のゆかりの品や衣装などが展示されている。
第二会場は「企画展ゾーン、現在の宝塚歌劇ゾーン」となっており、宝塚の公演で実際に使用した衣装や小道具、公演の写真、歴代のスターの写真や手形などが展示されている。公演で使用した羽根やシャンシャンなどの小道具を実際に触れることもでき、現在の宝塚歌劇ゾーンでは写真撮影も許可されている。
Salon de Takarazuka ステージスタジオ・舞台メークサービス
宝塚の公演で使用した衣装を実際に身につけて写真を撮影できるスタジオ。宝塚の舞台化粧を体験できるサービスも併設されているので、実際に舞台に出ているのと同じような格好に変身できる体験ができる。
宝塚レビュー郵便局
切手、はがき、便箋などの販売、ゆうパックの取り次ぎ、郵便局の前に設置されたポストでの普通郵便の集荷を行っている。ここからはがきや手紙を投函すると、ラインダンス等の小型印が押される。（消印の郵便局名は宝塚レビュー臨時出張所）。郵便局の出張所扱いのため、記述以外の窓口業務は行われていない。
レストラン
8つのレストランが併設されており、公演中に営業されている。中には宝塚ホテル直営レストランや予約をすれば幕間に待ち時間なく食事ができるレストランもある。
売店
劇場の中と外にそれぞれ売店があり、劇場内では幕間に食べられる軽食、飲み物、お菓子などが売られている。劇場外の売店は宝塚らしい雰囲気の雑貨、公演にちなんだお土産のお菓子をはじめ、トップスターの写真の入った缶パッケージの炭酸せんべいなどを取り扱う売店がある。
チャイルドルーム
宝塚歌劇を観劇している間、子供を預けることができる施設。4か月から9歳までの子供を預けることができ、保育士の資格をもつベビーシッターが子供の世話をする。利用するには予約が必要。
2014年のリニューアルに伴い、阪急宝塚ハウジングガーデン内に移転。
キャトルレーヴ 宝塚店
宝塚歌劇団オフィシャルグッズの販売店。公演プログラム、公演関連グッズ、公演舞台写真、プロマイド、宝塚オリジナルグッズ、トップスター監修グッズ、公演CDやDVD、「歌劇」「宝塚GRAPH」をはじめとした出版物などが取り扱われている。

## 備考
- 先代・2代目とも宝塚ファミリーランド内にあったが、先代の時代には歌劇のチケット代金に宝塚ファミリーランドの入園料は含まれておらず、現地で入園券を購入する必要があった。2代目大劇場完成後（ファミリーランド閉園まで）はチケット代金に宝塚ファミリーランドの入園料を含む形に改められ、チケットを見せれば入場できるようになった。ファミリーランド閉園後は、宝塚ガーデンフィールズ（2013年12月閉園）に入場できた。
- 1929年（昭和4年）2月20日、公演中に客の1人が花道に上がり拳銃を発砲。弾丸は小道具係に当たり重傷を負った。犯人は逃げ惑う観客にまぎれて逃走したが、その後に拳銃で自殺した。発砲した目的等は不明[12]。

### 銀橋
オーケストラピットと観客席の間に、左右の袖花道をつなぐエプロンステージが設けられており、銀橋と呼ばれる。

## 交通アクセス
- 宝塚駅（宝塚本線・今津線）より徒歩10分
- 宝塚南口駅（今津線）より徒歩10分
- JR西日本宝塚駅（JR宝塚線）より徒歩10分
- 阪急バス・阪神バス「歌劇場前」より徒歩5分

## 周辺情報
- 宝塚ガーデンフィールズ
- 宝塚市立手塚治虫記念館
- 宝塚ホテル